# Provincie Biččú

Mapa japonských provincií se zvýrazněnou provincií Biččú

Provincie Biččú  (japonsky: 備中国; Biččú no kuni) byla stará japonská provincie ležící na západě ostrova Honšú na pobřeží Vnitřního moře. Na jejím území se dnes rozkládá západní část prefektury Okajama. Provincie hraničila s provinciemi Hóki, Mimasaka, Bizen a Bingo.
Staré hlavní město a provinční chrám stály poblíž dnešního města Sódža. Po většinu období Muromači ovládal provincii klan Hosokawa, který sídlil na sousedním ostrově Šikoku a ponechával Biččú určitý stupeň nezávislosti. Během období Sengoku bojovalo o nadvládu nad provincií několik dalších klanů. V době své smrti bojoval v provincii Nobunaga Oda s Terumotem Mórim, což vedlo k rozdělení Biččú. Po roce 1600 byla provincie rozdělena mezi různá léna (han) a stálo v ní množství hradů. V době, kdy byl systém provincií nahrazen systémem prefektur, byl nejvýznamnějším městem přístav Kurašiki.